# Списька Нова Весь (хокейний клуб)
Хокейний клуб «Списька Нова Весь» (словац. HK Noves okná Spišská Nová Ves) — професіональний хокейний клуб із містечка Списька Нова Весь, Словаччина. Заснований 1934 року. Виступає в Словацькій Екстралізі. Найбільші досягнення були за часів Чехословаччини, коли команда в 90-х роках 20 століття вийшла на чільні позиції в Словацькій національній хокейній лізі (перебуваючи серед призерів турніру).

## Відомі хокеїсти
- Мартін Штрбак
- Ігор Ліба
- Ладіслав Карабін
- Павол Рибар
- Станіслав Ясечко